# Labidomera
Labidomera es un género de escarabajos de la familia Chrysomelidae.

## Taxonomía
El género Labidomera pertenece a la tribu Doryphorini de la subfamilia Chrysomelinae, junto con otros cinco géneros: Doryphora, Calligrapha, Leptinotarsa, Proseicela y Zygogramma. La tribu se caracteriza por sus cuerpos ovales, convexos, redondeados, generalmente de colores brillantes y con uñas simples, separadas en la base. Tienen cavidades abiertas en las procoxas y segmentos variables de los pedipalpos.

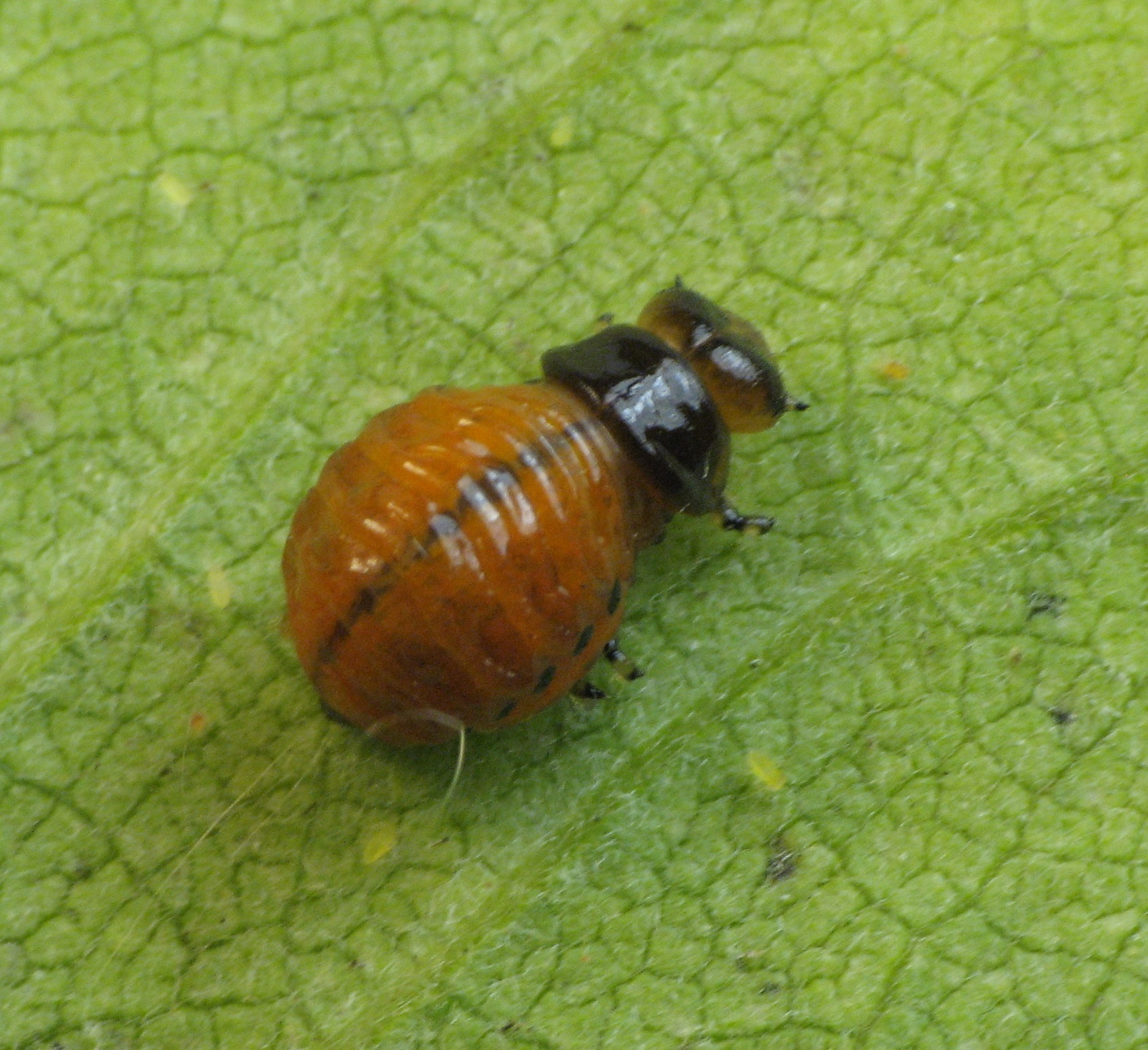
Labidomera clivicollis, larva

## Distribución
Una sola especie (Labidomera clivicollis) se encuentra en Norteamérica desde Canadá hasta el centro de los Estados Unidos. Las otras especies están más al sur.

## Especies
- Labidomera clivicollis (Kirby 1837)
- Labidomera maya
- Labidomera suturella

(Cuatro especies. Lista incompleta)